# Charlotte (Zypern)

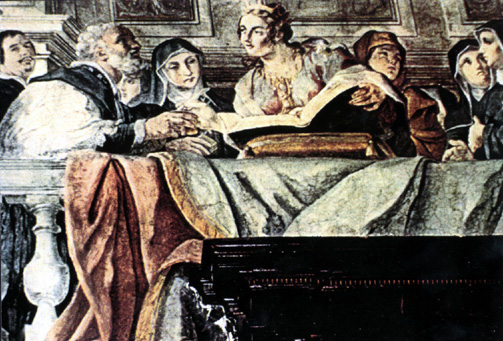
Carlotta von Lusignan (Mitte, über dem Buch)

Charlotte von Zypern (* 28. Juni 1444 in Nikosia; † 16. Juli 1487 in Rom; eigentlich Carlotta von Lusignan) war von 1458 bis 1463 Königin von Zypern.

## Leben
Carlotta von Lusignan war die Tochter von Johann II., König von Zypern, und Helena Palaiologa. Im Alter von 14 Jahren wurde sie mit dem Tod ihres Vaters Königin von Zypern.
Ihr Recht auf den Thron wurde von ihrem unehelichen Halbbruder Jakob (Jacques Le Bâtard), dem Erzbischof von Nikosia und dessen venezianischer Ehefrau Caterina Cornaro bestritten. Nachdem Carlotta drei Jahre in der Burg von Kyrenia belagert worden war, floh sie 1463 nach Rom, woraufhin ihr Halbbruder zum König gekrönt wurde. Ab 1474 war Caterina Cornaro die eigentliche Herrscherin Zyperns und fand Unterstützung bei ihrer Heimatrepublik Venedig, während Papst Sixtus IV. und Ferdinand von Neapel Carlottas Ansprüche unterstützten. Sixtus IV. und Ferdinand bemühten sich, Carlotta wieder auf den Thron Zyperns zu bringen, und veranlassten sie 1478, den Sultan von Ägypten Al-Malik al-Aschraf Qait-Bey um Unterstützung zu ersuchen. So segelte sie 1478 von Ostia aus nach Alexandria und Kairo, wo allerdings ihre Bemühungen durch venetianische Diplomaten vereitelt wurden. Erst 1482 kehrte sie nach Rom zurück.
Sie war zweimal verheiratet:
- 1456 Johann, Herzog von Coimbra († Sommer 1457), ein Enkel von König Johann I. und der Sohn von Peter von Portugal. Es ging das Gerücht, dass er auf Anstiftung seiner Schwiegermutter vergiftet wurde.
- 7. Oktober 1459 Ludwig von Savoyen, Graf von Genf (* 5. Juni 1436, † August 1482).

1485 trat sie die Ansprüche auf Zypern an Karl von Savoyen ab. Charlotte von Zypern wurde im Petersdom zu Rom begraben.